# فريدريك أيريس
فريدريك أيريس (بالإنجليزية: Frederick Ayres)‏ هو ملحن أمريكي، ولد في 17 مارس 1876، وتوفي في 1926.

## وصلات خارجية
- فريدريك أيريس على موقع ميوزك برينز (الإنجليزية)